# 航空事故调查局 (英国)

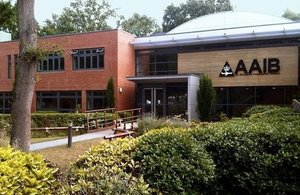
AAIB總部

航空事故調查局（英語：Air Accidents Investigation Branch）是英國的一個航空事故調查機構，隸屬於英國運輸部。該局總部位於漢普郡的范堡羅機場，局內審查人員主要包括操作調查員，飛行員以及飛行記錄儀分析員等三種類型。

## 外部連結
- 英國政府 - AAIB